# Rhaphuma brodskyi
Rhaphuma brodskyi là một loài bọ cánh cứng trong họ Cerambycidae.